# Равновесная температура планет
Равновесная температура планеты (англ. Planetary equilibrium temperature) — теоретическая температура, которую имела бы планета, если бы являлась абсолютно чёрным телом, нагреваемым только звездой, вокруг которой планета обращается. В данной модели наличие или отсутствие атмосферы (и, следовательно, парниковый эффект) не рассматривается, а теоретическая температура чёрного тела считается излучаемой с поверхности планеты.
Другие авторы по-разному называют данное понятие, например, эквивалентная температура чёрного тела для планеты, или эффективная температура излучения планеты. Среди похожих понятий можно упомянуть общую среднюю температуру, полное равновесие излучения и общую среднюю температуру воздуха у поверхности, включающую эффекты глобального потепления.

## Оценка чернотельной температуры
Если поток падающего солнечного излучения («инсоляция») планеты при нахождении на орбите равен Io, то количество энергии, поглощаемой планетой, будет зависеть от альбедо a и площади поперечного сечения:
{\displaystyle {P}_{in}={I_{o}}\left(1-a\right)\pi {{R}_{p}}^{2}}
Заметим, что альбедо будет нулевым ({\displaystyle a=0}) для абсолютно чёрного тела. Однако в планетологии более полезными являются результаты, полученные для измеренного или предполагаемого альбедо {\displaystyle a>0}.
Мощность инфракрасного излучения, являющегося тепловым излучением планеты, зависит от излучательной способности и площади поверхности объекта по закону Стефана — Больцмана:
{\displaystyle {P}_{out}=\epsilon \sigma A{T}^{4},}
где Pout является мощностью излучения, {\displaystyle \epsilon } — излучательная способность, σ — постоянная Стефана — Больцмана, A — площадь поверхности, T — абсолютная температура. В случае сферической планеты площадь поверхности равна {\displaystyle A=4\pi {{R}_{p}}^{2}}.
Излучательная способность обычно предполагается равной {\displaystyle \epsilon =1}, как в случае идеально излучающего абсолютно чёрного тела. Обычно это хорошее предположение, поскольку излучательная способность естественных поверхностей находится в интервале от 0,9 до 1: например, у Земли {\displaystyle \epsilon =0,96}.
Температура равновесия вычисляется в предположении равенства падающей и излучаемой мощности Pin=Pout. Следовательно,
{\displaystyle {T}_{eq}={\left({\frac {I_{o}\left(1-a\right)}{4\sigma }}\right)}^{1/4}.}

### Теоретическая модель
Рассмотрим шарообразную звезду и шарообразную планету. Звезда и планета считаются абсолютно чёрными телами. Планета обладает некоторым альбедо и поглощает только часть падающего излучения в зависимости от свойств поверхности. Звезда испускает излучение изотропно в соответствии с законом Стефана — Больцмана, при этом излучение проходит расстояние D до орбиты планеты. Планета поглощает излучение, которое не отражается в соответствии с величиной альбедо планеты, и нагревается. Поскольку планету считают чёрным телом, излучающим по закону Стефана — Больцмана, то планета теряет энергию при испускании излучения. Тепловое равновесие достигается в случае, когда мощность излучения, получаемая планетой от звезды, равна мощности излучения планеты. Температура, при которой достигается данный баланс, называется температурой равновесия и определяется выражением:
{\displaystyle {T}_{eq}={T}_{\bigodot }{\left(1-a\right)}^{1/4}{\sqrt {\frac {{R}_{\bigodot }}{2D}}}.}
Здесь {\displaystyle {T}_{\bigodot }} и {\displaystyle {{R}_{\bigodot }}} — температура и радиус звезды.
Равновесная температура не является ни верхней, ни нижней границей диапазона температур для планеты. Поскольку существует парниковый эффект, то температура атмосферы планеты будет несколько выше, чем равновесная температура. Например, Венера обладает равновесной температурой приблизительно 227 K, но температура поверхности достигает 740 K. Луна обладает температурой чёрного тела 271 K, но в дневное время температура может подниматься до 373 K, а в ночное время опускаться до 100 K. Такое различие возникает вследствие медленного вращения Луны для её размеров, поэтому поверхность нагревается неравномерно. Тела, обращающиеся вокруг других объектов, могут разогреваться также вследствие приливного разогрева, геотермальной энергии вследствие радиоактивного распада в ядре планеты или же при разогреве за счёт аккреции.

### Подробный вывод величины равновесной температуры планеты
Мощность, поглощаемая планетой, равна мощности, излучаемой планетой:
{\displaystyle {P}_{in}={P}_{out}}
Мощность излучения, поглощаемого планетой, равна создаваемой звездой освещённости (мощности излучения, проходящего через единичную площадку) на расстоянии, равном радиусу орбиты планеты, Io, умноженной на долю поглощаемой планетой энергии (1 минус альбедо) и на площадь освещаемой части планеты:
{\displaystyle {P}_{in}={I_{o}}\left(1-a\right)\pi {{R}_{p}}^{2}.}
Io, интенсивность излучения звезды на расстоянии от звезды до планеты равна светимости звезды, разделённой на площадь сферы, по которой распространяется излучение звезды на расстоянии до планеты, следовательно
{\displaystyle {P}_{in}={L}_{\bigodot }\left(1-a\right)\left({\frac {\pi {{R}_{p}}^{2}}{4\pi {D}^{2}}}\right).}
Падающая на чёрное тело энергия затем переизлучается в виде тепла в соответствии с законом Стефана — Больцмана {\displaystyle P=\epsilon \sigma A{T}^{4}}.
(Излучательная способность {\displaystyle \epsilon } обычно считается близкой к 1, и, следовательно, её не рассматривают). Будучи умноженной на площадь поверхности, мощность излучения составляет
{\displaystyle {P}_{out}=\left(\epsilon \sigma {{T}_{eq}}^{4}\right)\left(4\pi {{R}_{p}}^{2}\right).}
Приравнивая падающую и излучаемую мощность, получаем
{\displaystyle {T}_{eq}={\left({\frac {{L}_{\bigodot }\left(1-a\right)}{16\epsilon \sigma \pi {D}^{2}}}\right)}^{1/4}.}
Светимость звезды равна постоянной Стефана — Больцмана, умноженной на площадь поверхности звезды и на четвёртую степень её температуры:
{\displaystyle {L}_{\bigodot }=\left(\sigma {{T}_{\bigodot }}^{4}\right)\left(4\pi {{R}_{\bigodot }}^{2}\right).}
Подставляем полученное выражение в предыдущее равенство, получим выражение:
{\displaystyle {T}_{eq}={T}_{\bigodot }{\left({\frac {\left(1-a\right)}{\epsilon }}\right)}^{1/4}{\sqrt {\frac {{R}_{\bigodot }}{2D}}}.}
Предполагая, что излучательная способность {\displaystyle \epsilon } равна 1, получаем, что выведенное равенство воспроизводит уравнение из предыдущего раздела. Равновесная температура не зависит от размера планеты, поскольку как падающее, так и испускаемое излучение пропорционально площади поверхности планеты.

## Вычисления для внесолнечных планет
Для внесолнечных планет температура звезды оценивается по её цвету согласно закону Планка. Полученную температуру можно использовать вместе с диаграммой Герцшпрунга — Ресселла для определения абсолютной звёздной величины, которую затем можно использовать вместе с наблюдательными данными для определения расстояния до звезды и её размеров. Моделирование орбиты применяется для определения того, какие параметры орбиты могут соответствовать наблюдательным данным. Астрономы часто используют предполагаемое значение альбедо для оценки равновесной температуры.